# Cognomi catalani

Localizzazione della Catalogna (rosso) all'interno dei Paesi catalani (grigio)

I cognomi catalani (in catalano: cognoms catalans) sono i cognomi originari della Catalogna, regione nord-orientale della Spagna, e più in generale dei Paesi catalani. Come nel resto della Spagna il cognome è doppio, si porta perciò il cognome del padre, seguito da una i, e quello della madre (es. Carles Puigdemont i Casamajó). Oggi per via delle migrazioni di massa del XX secolo da altre regioni spagnole meno industrializzate (Andalusia, Estremadura ecc.) non costituiscono più la maggioranza assoluta come in passato.

## Storia
Con la caduta dell'Impero Romano e la scomparsa del censimento comunale, cadde in disuso il Cognomen di origine romana e venne generalmente utilizzato un nome unico, secondo l'usanza germanica. Dai secoli X e XI riapparvero una serie di soprannomi che completavano il prenome, secondo l'antica formula latina (es. Guifré el Pilós ossia Goffredo il Villoso). A partire da Raimondo Borrell di Barcellona (Ramon figlio di Borrell), i conti catalani adottarono il nome paterno nel nominativo.
Dall'XI secolo, la nobiltà cominciò ad accompagnare il nome personale con il nome dei propri possedimenti, con la preposizione de in forma aggettivata. Le classi inferiori imitatarono questa formula con nomi generici (Vall, Coma ecc), villaggio o masia di provenienza. Tuttavia la maggior parte delle famiglie non collegate a un feudo continuarono a usare il nome del padre nel nominativo, una particolare qualità personale o le origini etniche.
A partire dal XIII-XIV secolo, i cognomi iniziarono a stabilizzarsi, dando origine ai lignaggi. Con il consiglio della provincia di Tarragona del 1555, si stabilì l'obbligo di redigere libri parrocchiali con i registri dei battesimi e dei defunti, e fissare l'ortografia dei cognomi.

## Tipologie
I cognomi catalani si possono suddividere, a grandi linee, in cognomi derivanti da:
- Patronimici, cognomi che indicano un vincolo col proprio padre, esempi: Arnau (dal nome germanico Arnoald), Bofill (dal latino Bonus filius), Vidal (dal nome latino Vitalis) ecc.
- Toponimi, cognomi derivanti da nomi di luogo, esempi: Ripoll, Tortosa, Urgell ecc.
- Cognomi derivanti dalla professione o mestiere, esempi: Abat (abate), Ballester (fabbricante di balestre), Escuder (fabbricante di scudi o scudiere) ecc.
- Cognomi relazionati con le circostante della nascita, esempi: Deulofeu (fatto da Dio), Trobat (trovatello), Donadeu (dono di Dio).
- Soprannomi, esempi: Blanc (bianco), Mut (muto), Bou (bove) ecc.
- Cognomi di origine straniera. Importanti flussi migratori provenienti dall'Occitania e dalla Francia hanno lasciato tracce nell'onomastica catalana, esempi: Crusat, Caus, Lairet, Bardolet, Dexeu, Potau. Si trovano anche cognomi tipici castigliani come Gomez, Perez (trasformati in Gomis e Peris) e baschi (es. Iborra). Tra i cognomi di origine italiana figurano Brondo, Perucho ecc..